# Mount Denham
Mount Denham är ett berg i Antarktis. Det ligger i Östantarktis. Australien gör anspråk på området. Toppen på Mount Denham är 1 005 meter över havet.
Terrängen runt Mount Denham är lite kuperad. Trakten är obefolkad. Det finns inga samhällen i närheten.